# 魯達 (格洛比諾區)
49°34′40″N 33°32′30″E / 49.57778°N 33.54167°E
魯達（烏克蘭語：Руда），是烏克蘭中部的村莊，隸屬波爾塔瓦州的克雷門丘克區。該村處於霍羅爾河左岸，分別距離祖巴尼3.5公里和拉達利夫卡4公里，面積0.83平方公里，海拔高度96米，2001年人口14。